# Programmes d'enseignement sportif du Québec
Les Programmes d'enseignement sportif du Québec (PESQ) se spécialisent dans l'enseignement de différents sports incluant le ski alpin, la planche à neige, le tennis, le golf, le skateboard et le patin à roues alignées.  Chaque année, des formations dans toutes ces disciplines sont offertes aux gens désireux de devenir moniteurs et de pouvoir enseigner un ou plusieurs de ces sports de façon professionnelle. En fournissant les outils pédagogiques appropriés, les PESQ permettent aux individus de transmettre leurs connaissances dans un sport qui les passionne. Une fois certifié, le moniteur peut utiliser le programme d'évaluation qui convient à la discipline enseignée pour suivre la progression de ses élèves au niveau technique, tout en fixant des objectifs d'amélioration précis.

## Les programmes et systèmes d'enseignement
Au total, les PESQ comptent sept divisions en incluant le domaine culturel :
- Programme d'enseignement du ski alpin (PESA) ;
- Programme d'enseignement de la planche à neige (PEPN) ;
- Programme d'enseignement du golf (PEG) ;
- Système d'enseignement du tennis (SET) ;
- Système d'enseignement du skateboard (SES) ;
- Système d'enseignement du patin à roues alignées (SEP).

## Programme d'enseignement du ski alpin
Le PESA compte six niveaux pour les enfants âgés de trois à six ans (Chaton, Ourson débutant, Ourson, Kangourou, Tigre et Lion) et neuf niveaux pour les plus vieux (Prélude, Christiania, Parallèle I, Parallèle II, Compétence I, Compétence II, Élite I, Élite II et Excellence).  Pour les moniteurs, quatre niveaux de certification sont disponibles, soit le niveau 1, le niveau 2, le niveau 3 et le niveau 4.  Dans certaines stations de ski, il est possible de suivre les stages de formation et de passer les examens pour l'obtention du niveau 1 en leçons privées.
Selon Paul Ethier, contributeur au journal en ligne du Réseau Sports Activités, le programme de certification de niveau 1 s'adresse aux skieurs de niveau intermédiaire-avancé âgés d'au moins 15 ans. Évidemment, en tant que moniteur de ski, il est impératif d'aimer travailler avec le public.
Selon l'Association des stations de ski du Québec (ASSQ), l'emploi de moniteur de ski alpin permet aux gens de fuir la routine hivernale. De plus, malgré le fort contingent de moniteurs durant la basse saison, "une pénurie se fait sentir lors des pointes d’achalandage de la période Noël et de la semaine de relâche" dans plusieurs centres de ski. Ceux et celles qui hésitent à passer les examens de niveau 1 peuvent donc être presque assurés d'avoir la chance de donner quelques cours durant la période des fêtes.
Cependant, il est important de prendre en note que la profession de moniteur de ski alpin diffère largement d'un pays à l'autre. En France, par exemple, l'enseignement du ski alpin dans les grandes montagnes est une carrière puisque les moniteurs doivent suivre une formation de l'École nationale de ski et d'alpinisme dans le but de recevoir un diplôme d'enseignement.

### Entente d'équivalences avec l'Alliance des moniteurs de ski du Canada
L'Alliance des moniteurs de ski du Canada (AMSC) a signé une entente d'équivalences avec le PESA permettant aux moniteurs détenant une certaine certification du PESA de s'inscrire comme membre affilié et pouvoir suivre des stages de certifications supérieures avec l'AMSC.

## Programme d'enseignement de la planche à neige
Le PEPN compte trois niveaux pour les petits enfants (Découvreur, Explorateur et Aventurier) et sept niveaux pour les plus vieux (Challenge, Radical, Vertical, Méga, Méga II, Extrême et Extrême II).  Pour les moniteurs, cinq niveaux de certification sont offerts, soit le niveau 1, le niveau 2, le niveau 3, le niveau 4 et le niveau freestyle (ou style libre).
Au Québec, les personnes qui désirent devenir moniteurs de planche à neige peuvent aussi suivre leur(s) stage(s) de formation auprès de l'Association canadienne des moniteurs de surf des neiges (ACMS).

## Programme d'enseignement du golf
Le PEG compte cinq niveaux pour les élèves de tous les âges (Compétence I, Compétence II, Compétence III, Élite I et Excellence).  Pour les moniteurs, trois niveaux de certification sont disponibles, soit le niveau 1, le niveau 2 et le niveau 3.  Pour ceux qui sont habitués d'assister à des cours privés, il est maintenant possible de passer les examens du niveau 1 en leçons privées.

## Système d'enseignement du tennis
Le SET compte deux niveaux pour les petits enfants (Premier Bond et Rebond) et sept niveaux pour les plus âgés (Prélude, Avantage I, Avantage II, Challenge, Élite I, Élite II et Excellence).  Pour les moniteurs, deux niveaux de certification existent, soit le niveau 1 et le niveau 2.  Dans certaines régions, il est possible d'assister à des leçons privées pour passer les examens du niveau 1 et 2.

## Système d'enseignement du skateboard
Le SES est un programme qui compte cinq niveaux pour les élèves de tous âges (Compétence I, Compétence II, Compétence III, Élite I et Excellence).  Pour les moniteurs, deux niveaux de certification sont offerts, soit le niveau 1 et le niveau 2.  Les stages de formation et les examens peuvent seulement être passés en leçons privées.

## Système d'enseignement du patin à roues alignées
Le SEP compte cinq niveaux pour les élèves de tous âges (Compétence I, Compétence II, Compétence III, Élite I et Excellence).  Pour les moniteurs, seulement un niveau de certification est actuellement disponible, soit le niveau 1, et ce, en leçons privées.

## Domaine culturel
Le domaine culturel est une section du PESQ qui regroupe des enseignants qui animent des activités culturelles comme le yoga, les cours de musique et les ateliers de dessin et de peinture.  Grâce au PESQ, les personnes qui enseignent ont la possibilité d'être protégées par la police d'assurance responsabilité civile de l'organisme, tout comme les moniteurs certifiés dans les autres disciplines.